# Етология
Етологията (от гръцки: етос – поведение и логос – наука) е наука за поведението на животните (особено на социалните животни като примати и кучеподобни), за неговите биологични основи и закономерностите му. Разнообразните поведенчески прояви на животните, като едно от загадъчните явления на живата природа, винаги са представлявали интересен обект за изучаване, но етологията се интересува предимно от мотивите, подтикващи животните към действия, които могат да доведат до достигане на определена цел, в повечето случаи задоволяване на важна биологична необходимост, свързана със запазване на животинския вид.
Всеки животински вид притежава средства за общуване и сигнализация, които се изразяват в звукови, химични и електрични сигнали, мимики, изражения и други. Най-широко разпространени са звуковите сигнали, чрез които животните си сигнализират за опасност или за наличност на храна, за приближаваща природна угроза (ураган, земетресение, гръмотевици и други). При все, че хората също са животни, сред учените, занимаващи се с техните умствени възможности, психология и поведение, преобладава или има голям дял мнението, че те са твърде уникални и сходствата им с тези на другите живи същества са по-скоро изключение или не са съизмерими, а приписването на последните на „човешки черти“ представлява самовнушение и спекулация, въпреки че съществуването у хората на „животински черти“ по принцип не се отрича. Според афоризма на известната американска писателка и етоложка Сали Каригар: „Работата не е в това, че животните приличат на нас, а че ние приличаме на тях, защото именно ние сме произлезли от тях, а не те от нас“.

## Историческо развитие
Поведението на животните е представлявало интерес за хората в течение на цялата им история, включително в праисторически времена, когато познаването му е било от първостепенно значение за оцеляването им, понеже често са се явявали плячка, преследвачи или конкуренция на различни животни. В Древността наблюденията над някои действия на животните са намирали приложение във всекидневието, служейки на хората при тяхното ловуване, а по-късно при опитомяването, отглеждането и дресирането им.
Постепенно вниманието на учените се насочва към все по-задълбочени проучвания на животинското поведение, прераснали в наука за него, а резултатите от свързаните с това изследвания продължават да намират широко практическо приложение. Изучаването на вродените елементи на поведението започва в края на XVIII век с изследванията върху инстинктите при различни видове животни, но за основоположници на съвременната етология се смятат носителите на Нобеловата награда за физиология и медицина за 1973 г.: австриецът Конрад Лоренц – директор на Института по физиология на поведението на животните „Макс Планк“ в Бавария, холандецът Николас Тинберген – ръководител на етологичните изследвания в Оксфордския университет, и австриецът Карл фон Фриш – известен изследовател на поведението на пчелите от Зоологическия институт при университета в Мюнхен. Тримата учени не се ограничават до изследване на определени поведенчески прояви на животните, а чрез анализ и логически синтез обединяват съществуващите възгледи и натрупания експериментален материал, изграждайки стройна научна теория за поведението на животните.

## Предмет и значимост на етологията
Всички животни без изключение показват поведение, чиито характер и сложност зависят от мястото, което те заемат във филогенетичната йерархия на живота. Като свойство само на високоорганизираната материя психиката се приема за присъща на по-висшите животни, а поведението се възприема, като по-общо свойство, обхващащо всички външни поведенчески прояви (най-вече двигателната активност), насочени към задоволяване на жизненоважни потребности на организма. Смята се за научно доказано, че поведенческите прояви са отражение на обективната действителност, т.е. имат материална основа (физиологични механизми, които ги обуславят).

### Условни и безусловни рефлекси
В природата при животните може да се наблюдават индивидуално и групово поведение.
Индивидуалното поведение е характерно за животни, които водят самостоятелен начин на живот или живеят на двойки (евентуално с малките си). Обикновено самостоятелно живеещите животни (отнася се най-вече за бозайници и птици) се чифтосват само през размножителния период (с цел продължаване на рода), като брачната двойка (или отделното животно) завладява определена територия, която грижливо охранява. Например приятните за човешкото ухо трели в песента на мъжкия славей в действителност са предназначени да показват неговата агресивност и решителността му да брани територията си през брачния период. Бозайниците бележат територията си чрез миризливи секрети (вълците и кучетата – чрез урината си, някои видове антилопи – чрез секрети от слъзните си жлези, поровете – от мускусните си миризливи жлези, мечките – чрез кожни секрети.)
Особено интересни са най-ранните прояви на вроденото поведение. При висшите животни вродените безусловни рефлекси никога не се проявяват самостоятелно в процеса на развитието на възрастния индивид. Обикновено те се преплитат по сложен начин с придобитите през живота условни рефлекси. Някои безусловни рефлекси е възможно да се видят в чист вид в първите дни след раждането. Например новороденият бозайник ще бъде осъден на гибел/смърт, ако не се задейства смукателният му безусловен рефлекс. Достатъчно е квачката (кокошката-майка) да подаде сигнал за близка опасност и току-що излюпените пиленца приемат поза на притайване – остават за известно време напълно неподвижни. Доказателство, че това е вроден безусловен рефлекс, е наблюдаването на същата реакция и при пиленца, изкуствено излюпени в инкубатор, които няма от кого да се учат. Това показва, че още през зародишното развитие у животните е програмиран определен набор от вродени рефлекси, които се проявяват активно още в най-ранните етапи на индивидуалното им развитие.
За много животни, които се раждат прогледнали, от голямо значение за проявите на инстинктивното им поведение са зрителният и звуковият анализатор (зрение и слух). Например всяко затъмняване над главата на новороденото агне предизвиква повдигане на главата нагоре и търсене на млечна жлеза, т.е. опит за сучене/поглъщане на кърма. Дразненията с подобен ефект могат да бъдат свързани и с други сетива – в природата при птичетата, които се излюпват слепи, и най-малкото разклащане на гнездото води до отваряне на човките (в очакване да бъдат нахранени от родителите си). Тези така сигурни и постоянни вродени реакции могат лесно да се предизвикат и от нетипични дразнители, която особеност е в основата на т.нар. импринтинг (запечатване). Терминът е въведен от Конрад Лоренц, според когото това е механизмът, чрез който новородените бозайници или птици оприличават себе си на индивида, който видят за първи път след раждането/излюпването си. Най-често това е майката на малките животни или въобще е от същия вид, но ако видят някакво друго животно фактически решават, че и те са част от неговия. Същият учен успява да накара новоизлюпени гъсета да го следват неотклонно, смятайки го за техен родител. По този начин, той доказва, че през първите дни от живота си малките запаметяват кой ги храни и защитава, като у тях се появява (или може би проявява) инстинкт за следване.
Интересно поведение показват и животните, водещи групов начин на живот, под формата на стада от бозайници (тюлени, антилопи, зебри, биволи, бизони, вълци, маймуни, делфини), ята от птици (папагали, врани, гарги) и прилепи, пасажи от риби и подобни формации. При тях по-лесно се отглеждат и възпитават подрастващите, които по пътя на подражаване (имитиране, наподобяване) на старите и опитни животни бързо опознават природната обстановка и се научават да ловуват и да намират храната си, да се пазят от опасности. Много характерен белег при животните, водещи групов начин на живот, е и съществуването на рангово разпределение – изграждането на строга йерархична стълбица, формирана чрез многобройни елиминации на по-непригодните за съответните условия на живот (съществена част от естествения подбор, заменен при домашните животни донякъде с изкуствен). Водещи до такъв резултат двубои и съревнования между животните, дори ожесточени битки, са много характерни и особено силно изразени през размножителния период (например у зубрите, бизоните, елените), като вариант или елемент от сложни брачни ритуали за извоюване на желаната женска.
Птиците (както и други животни, сред които различни бозайници и риби) притежават и т.нар. биологичен часовник и своеобразен биологически календар по които организират живота си, както и безпогрешна (или поне отлична) вродена ориентация в пространството, усещане за посоката (оприличавано на служене с компас), необходимо им при миграциите, както и за точното време кога да ги извършат. С това се обяснява подготовката за далечните междуконтинентални прелети точно в определен период от годината и завръщането им в друг, например през пролетта по едно и също време на същото място (при щъркели, лястовици).

### Животновъдство
Познаването на поведението на животните винаги е било основен фактор за успеха на тяхното опитомяване и на животновъдството, а с въвеждането и развитието на промишлено отглеждане на животните ролята му дори се засилва. В новите условия, в които са поставяни, както поведението, така и мотивацията на животните (в индивидуален и в групов план) се модифицират и трябва допълнително да се изучават, така че не само да не се допускат сериозни загуби, но и да се открият нови пътища за повишаване продуктивността в животновъдството.

### Екология
Проблемите на съвременната етология са тясно свързани и с проблемите на защитата на околната среда (т.е. и с екологията), в която екологичното равновесие повсеместно е подлагано на рискове, произтичащи от човешката дейност. С необичайното си поведение често някои животни предсказват началния момент на фатални изменения, поради това, че за някои природни условия притежават значително по-чувствителни рецептори от човешките и могат да предусетят много по-рано признаците настъпването на природни бедствия (включително земетресения, вулканични изригвания и урагани), но също и просто промени в условията на живот, убягващи на хората, но важни както за тях, така и за други живи организми.